# 1 Pułk Powietrznodesantowy Huzarów
1 Pułk Powietrznodesantowy Huzarów (fr. 1er Régiment de Hussards Parachutistes, 1 RHP) – jednostka wojskowa armii francuskiej, wchodząca w skład 11 Brygady Powietrznodesantowej, we francuskich wojskach lądowych. Pułk składa się z plutonu dowodzenia i siedmiu szwadronów. Stacjonuje w Tarbes.

## Skład
| godło | nazwa pododdziału                 |
| ----- | --------------------------------- |
|       | 1 szwadron dowodzenia i logistyki |
|       | 1 szwadron                        |
|       | 2 szwadron                        |
|       | 3 szwadron rozpoznawczy           |
|       | 4 szwadron                        |
|       | 5 szwadron rezerwowy              |
|       | 11 szwadron szkolny               |

## Wyposażenie

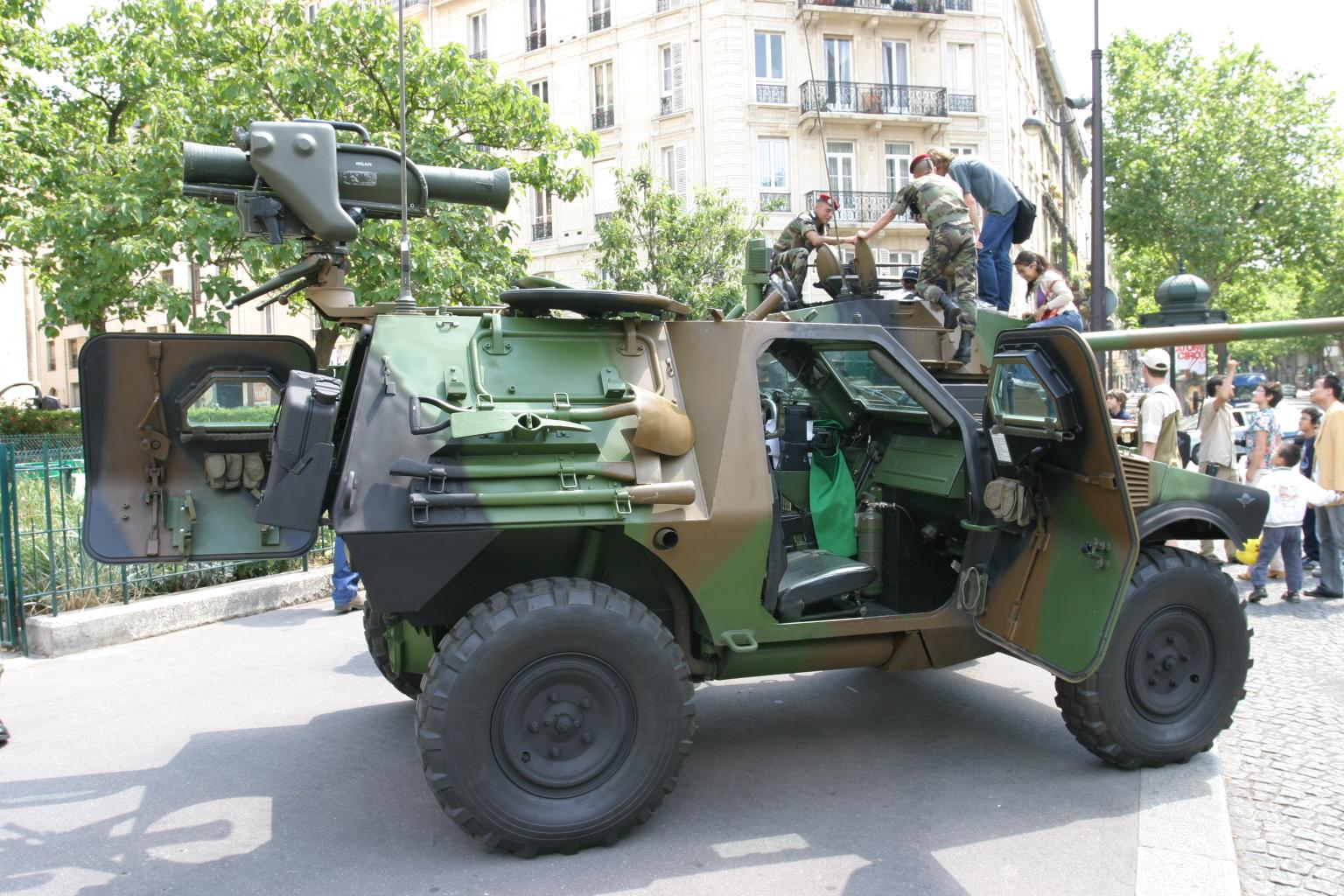
Panhard VBL wersja MILAN

Głównym wyposażeniem są pojazdy:
- ERC 90 Sagaie
- Panhard VBL
- TRM 10000

## Historia pułku

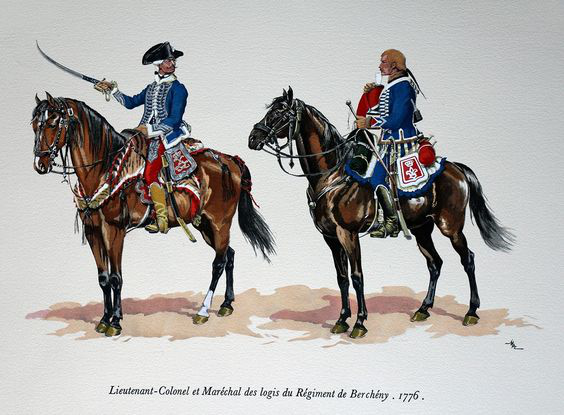
1720-1789

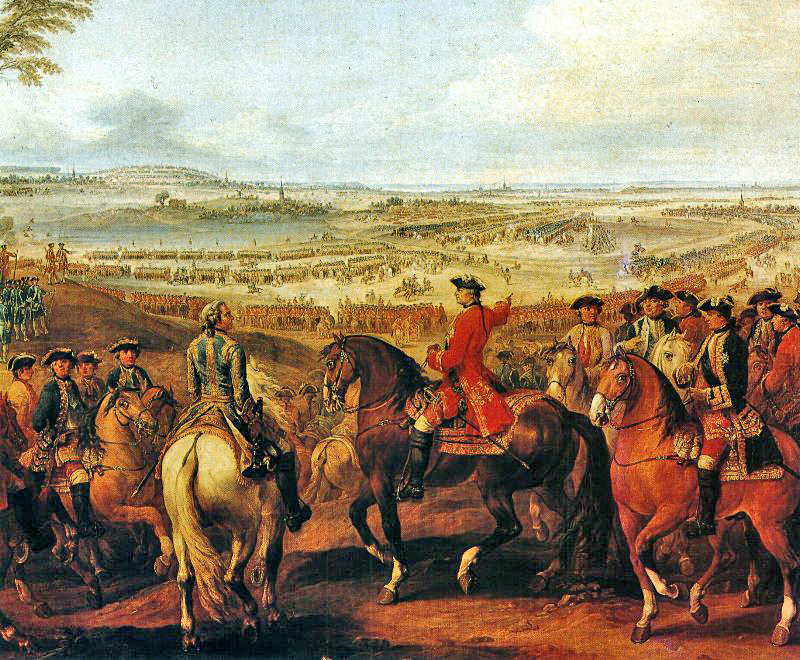
Bitwa pod Lauffeldt, 1747

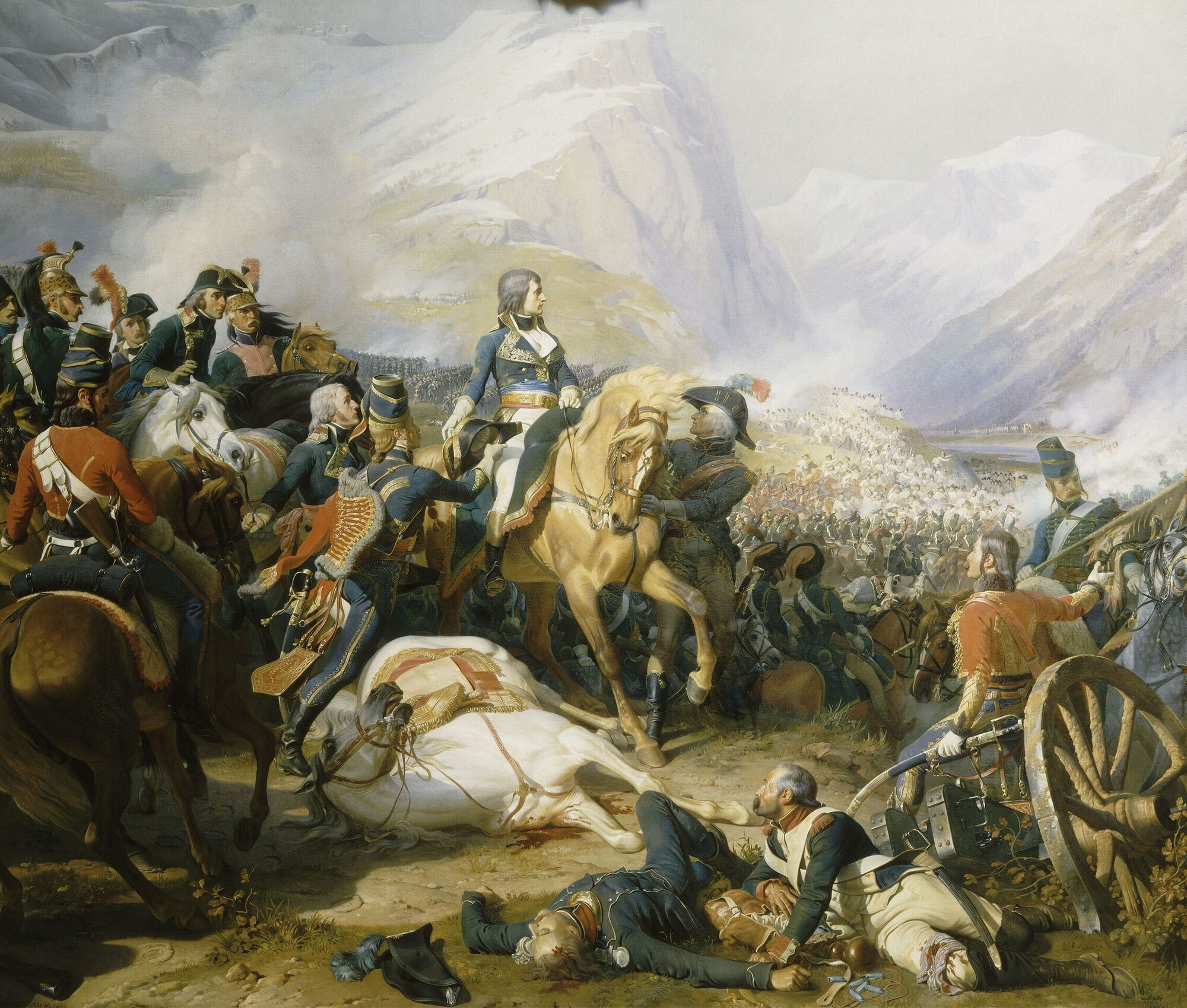
Bitwa pod Rivoli 1797

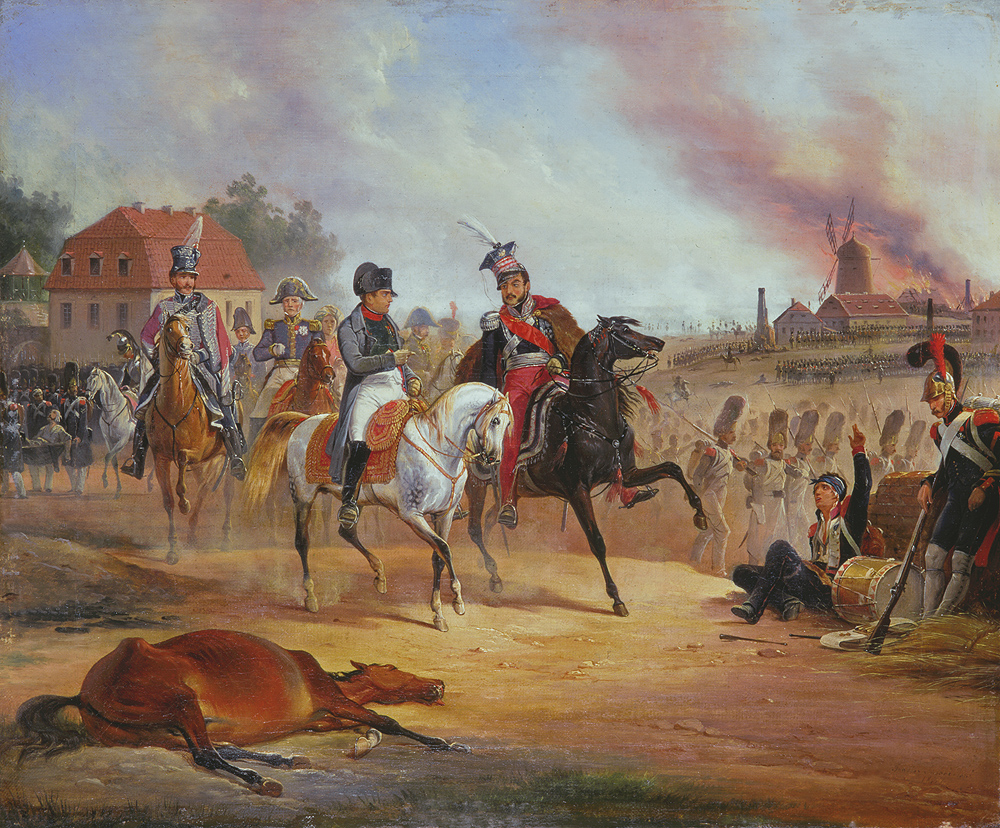
Bitwa pod Lipskiem 1813

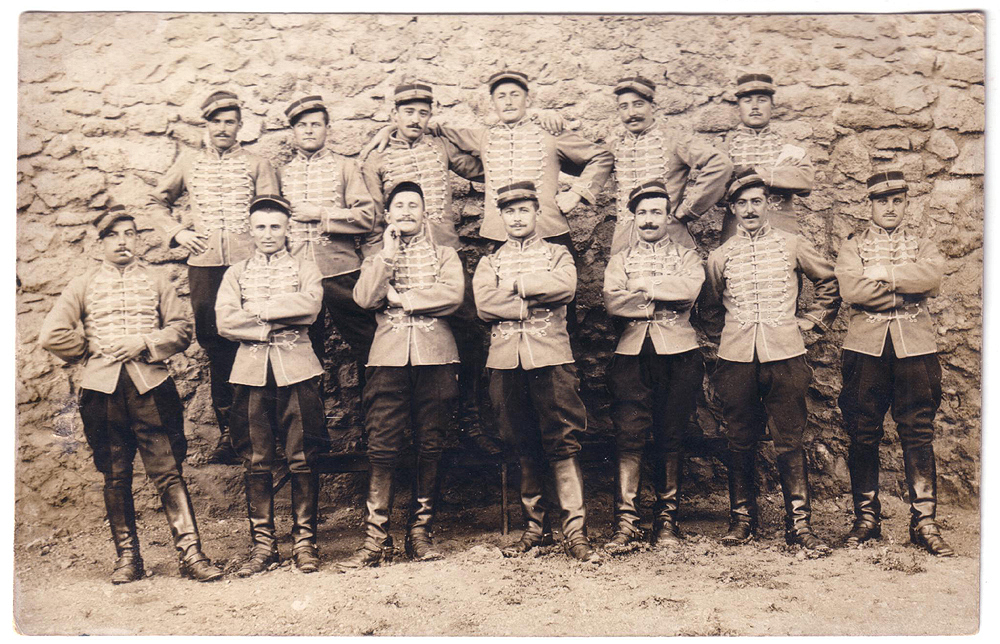
1905

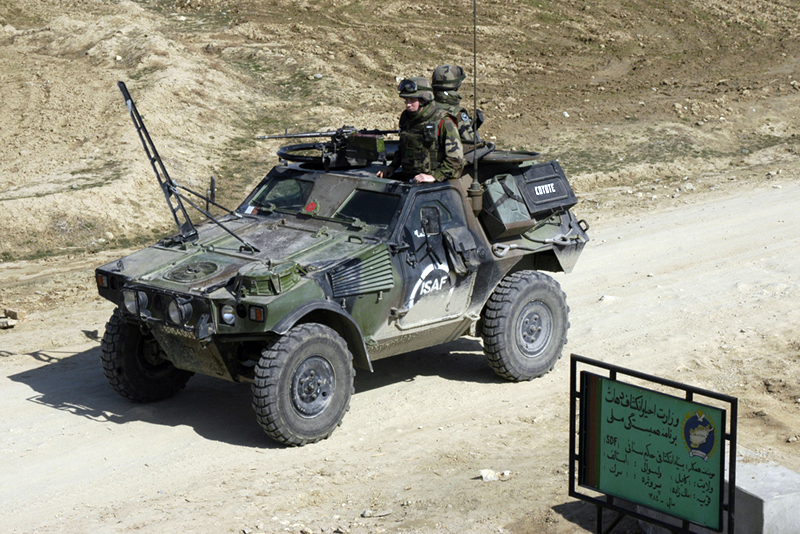
Wojna w Afganistanie 2006

### Ważne daty
- 1720 Powstanie pułku, dowódcą zostaje zesłany węgierski oficer Hrabia Ladislas Ignace de Bercheny, (Bercsényi László)[2]
- 1791 Otrzymuje nazwę 1 Pułk Huzarów
- 1815 Pułk zostaje rozwiązany
- 1816 Odtworzony pod nazwą 1 Pułk Huzarów z Jura
- 1829 Zmiana nazwy na 1 Pułk Huzarów z Chartres
- 1935 Pułk zostaje unowocześniony w sprzęt zmechanizowany (motocykle)
- 1940 Pułk zostaje rozwiązany po klęsce Francji
- 1945 Odtworzony przez ruch oporu jako Pułk Rozpoznawczy 25 Dywizji
- 1946 Pułk zostaje jednostką spadochronową jako 1 Pułk Powietrznodesantowy Huzarów, 25 Dywizji Powietrznodesantowej, aktualnie (11 Brygady Powietrznodesantowej)

### Kampanie, bitwy, operacje
- 1733–1736 wojna o sukcesję polską
  - oblężenie Kehl
  - oblężenie Philippsburg
- 1741–1748 wojna o sukcesję austriacką
  - bitwa pod Dettingen
  - bitwa pod Roucoux
  - bitwa pod Lauffeldt
- 1756–1763 wojna siedmioletnia

Rewolucja francuska
- 1792 bitwa pod Valmy
- 1793 bitwa pod Neerwinden
- 1794 bitwa pod Boulou
- 1796
bitwa pod Castiglione
bitwa pod Mondovì
bitwa pod Fombio
bitwa pod Lodi
bitwa pod Borghetto
bitwa pod Bassano
bitwa pod Lonato
bitwa pod Arcole
- 1797 bitwa pod Rivoli
- 1798 ekspedycja do Egiptu i Syrii
- 1800 bitwa pod Marengo

I Cesarstwo Francuskie
- 1805
bitwa pod Ulm
bitwa pod Austerlitz

kampania do Prus i Polski
- 1806 bitwa pod Jeną-Auerstedt
- 1807
bitwa pod Pruską Iławą
bitwa pod Lidzbarkiem Warmińskim
bitwa pod Frydlandem

kampania w Hiszpanii i Portugalii
- 1809 bitwa pod Bragą
- 1811 bitwa pod Sabugal

Bitwa Narodów
- 1813 bitwa pod Lipskiem

Upadek Imperium
- 1814 walki we Francji

Kampania w Belgii
- 1831 kampania w Belgii

II Cesarstwo Francuskie
- 1854 wojna krymska
  - oblężenie Sewastopola
- 1870 bitwa pod Sedanem

1870-1914
- 1870–1871 wojna francusko-pruska
- 1871–1882 Algieria

I wojna światowa
- 1914
- 1915
- 1916 bitwa pod Verdun
- 1917
- 1918

II wojna światowa
- 1940 walki w Belgii (zmuszony do rozbrojenia i rozwiązania po upadku Francji)
- 1945 odtworzony przez ruch oporu jako Pułk Rozpoznawczy 25 Dywizji

1945–2010
- 1946 Algieria
- 1948 Indochiny
  - Wojna w Indochinach
- 1956–1961 Wojna algierska
- 1978 UNIFIL Liban
- 1979 operacja Tacaud Czad
- 1983 operacja Diodon Liban
- 1984 operacja Manta i Epervier Czad
- 1990 I wojna w Zatoce Perskiej
- 1993 UNPROFOR Tereny byłej Jugosławii
- 1994 operacja Turquoise Rwanda
- 1995 Czad
- 1995 UNPROFOR Sarajewo
- 1996 IFOR Sarajewo
- 1996 IFOR Sarajewo, baza Rajlovac
- 1999 operacje w Macedonii, Albanii, Gujanie Francuskiej, Czadzie i Kosowie
- 2000 operacja w Republice Wybrzeża Kości Słoniowej
- 2001 KFOR Kosowo
- 2001 operacja w Republice Wybrzeża Kości Słoniowej
- 2002 operacja Epervier Czad
- 2002 KFOR Kosowo
- 2002 operacja Licorne Wybrzeże Kości Słoniowej
- 2003 operacja Artemis Kongo
- 2003 operacja Boali Republika Środkowoafrykańska
- 2003 SFOR Bośnia i Hercegowina
- 2003 KFOR Kosowo
- 2003 operacja Pamir Afganistan
- 2003 operacja Epidote Afganistan
- 2004 operacja Licorne Wybrzeże Kości Słoniowej
- 2004 operacja Carbet Haiti
- 2004 operacja w Senegalu
- 2004 operacja Trident Kosowo
- 2005 operacja Licorne Wybrzeże Kości Słoniowej
- 2006 operacja Pamir XIII Afganistan
- 2006 operacja Licorne Wybrzeże Kości Słoniowej
- 2006 operacja Trident Kosowo
- 2007 operacja Pamir XV Afganistan
- 2007 operacja Trident Kosowo
- 2007 operacja Epervier Czad
- 2008 operacja Pamir XX Afganistan
- 2008 operacja EUFOR Czad

## Tradycje
1 Pułk Powietrznodesantowy Huzarów kultywuje tradycje kawaleryjskie armii francuskiej.

### Beret
Beret noszony przez żołnierzy pułku, posiada charakterystyczny wzór, (szamerunek), nawiązujący do mundurów huzarów węgierskich

### Pieśń pułku
Francuska wersja Warszawianki
| Wersja oryginalna Pour libérer le pays qu’on enchaîne, Briser ses liens, massacrer ses ennemis, Il est des gars endurcis à la peine Chacun pour tous et tous pour un réunis. Voyez, bonnes gens, largués sur la plaine, Tombant du ciel et rampant seuls dans la nuit, Ne craignant rien, ni la peur, ni la haine, Voyez, ce sont les hussards de Bercheny. Autour de nous, attendant l’esclavage, Les libéraux se vautrent dans leur veulerie. Pour eux la paix, mais pour nous le courage De risquer tout pour secourir la Patrie. Ô parachutiste, voilà l’orage, Montrons-nous fiers de nos anciens d’Algérie, Rien n’est trop dur pour un gars de notre âge, S’il est Para de Bercheny Cavalerie. | Wersja aktualna Pour libérer le pays qu’on enchaîne, Prêts au combat pour repousser ses ennemis, Il faut des gars endurcis à la peine, Chacun pour tous et tous pour un réunis. Voyez, braves gens, largués sur la plaine, Tombant du ciel et progressant dans la nuit, Ne craignant rien, ni la mort, ni la haine, Voyez ce sont les hussards de Bercheny. Autour de nous la bataille fait rage, Si certains tombent sous les coups de l’ennemi, Pour eux la paix et à nous le courage De risquer tout pour secourir la Patrie. Ô parachutiste, voilà l’orage, Montrons nous fiers de nos anciens de Hongrie, Rien n’est trop dur pour un gars de notre âge, S’il est para de Bercheny Cavalerie |

## Galeria

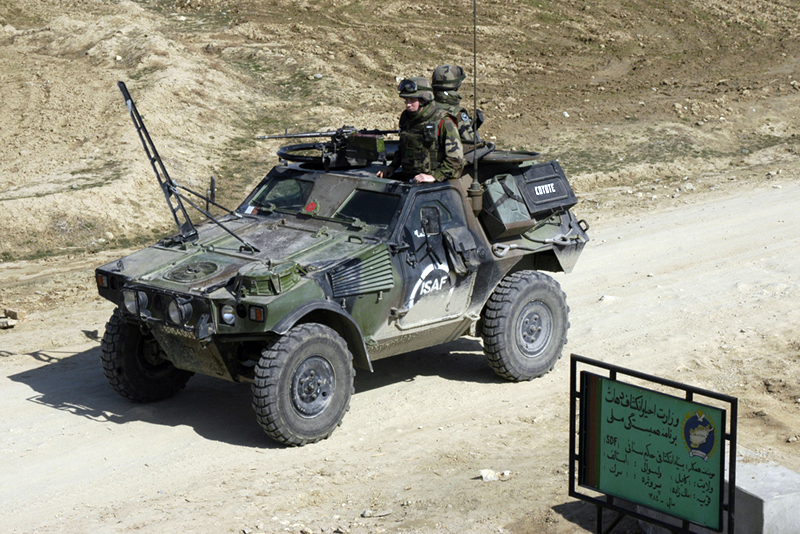
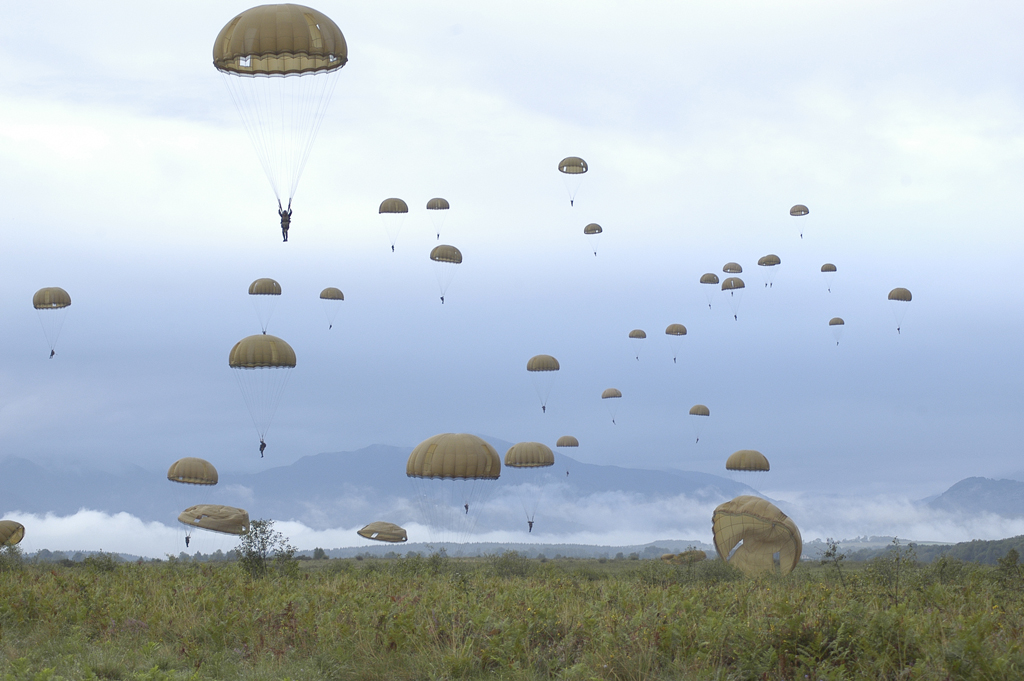
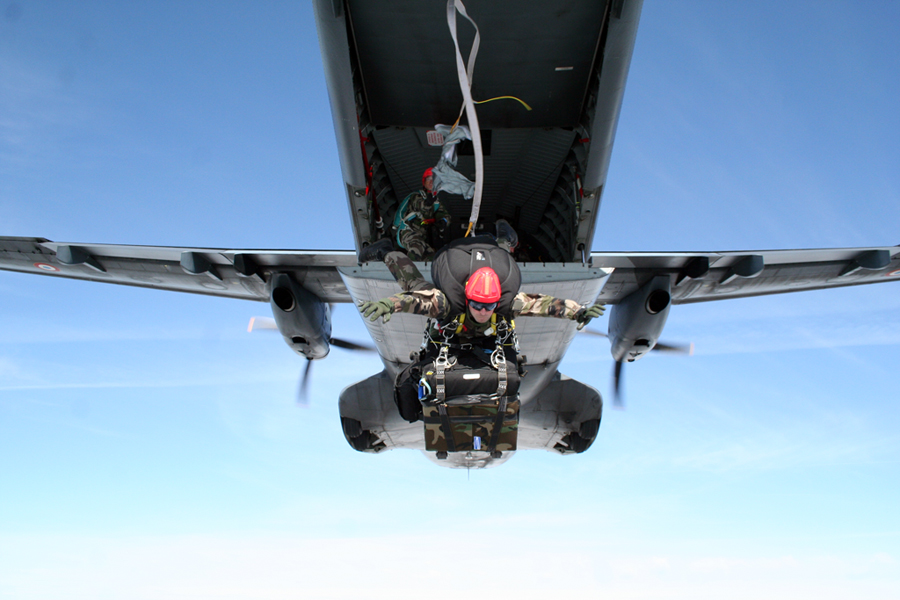
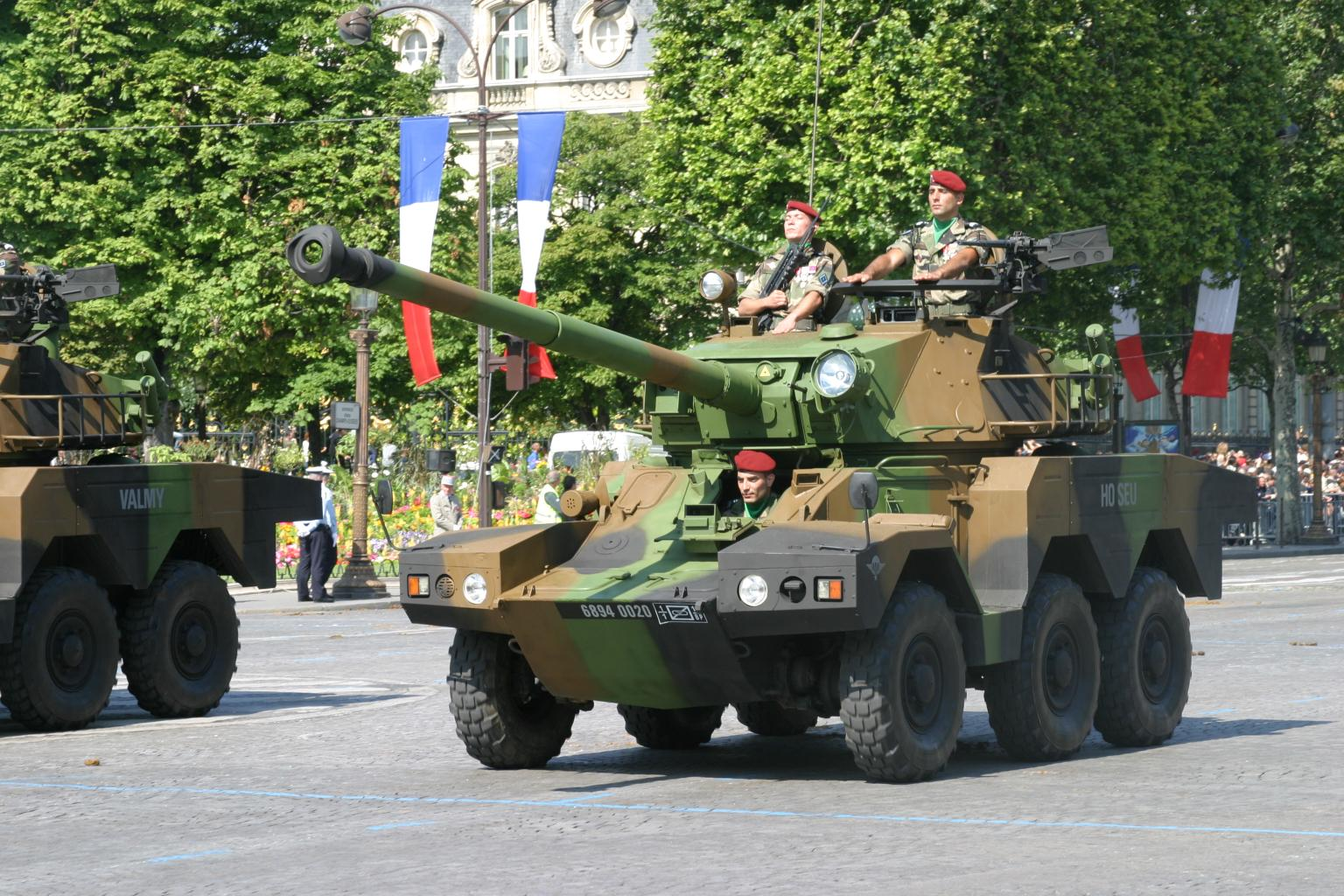
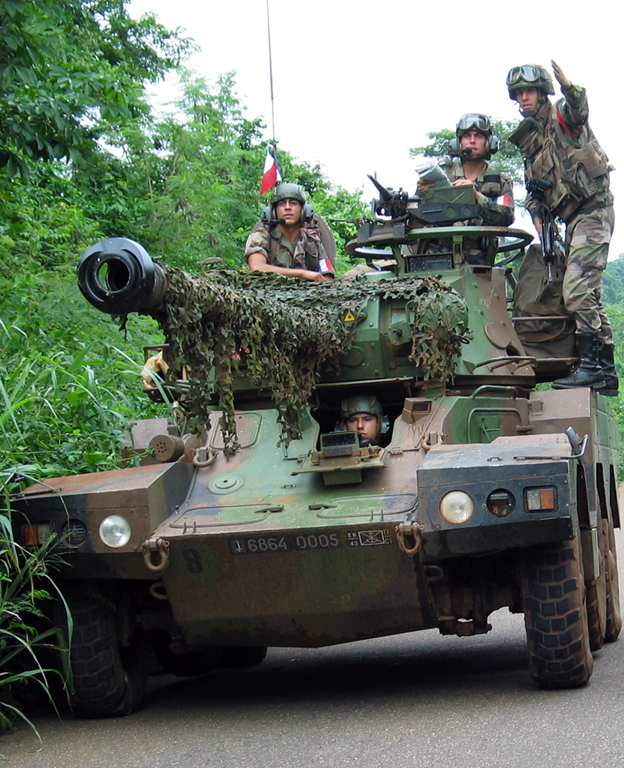
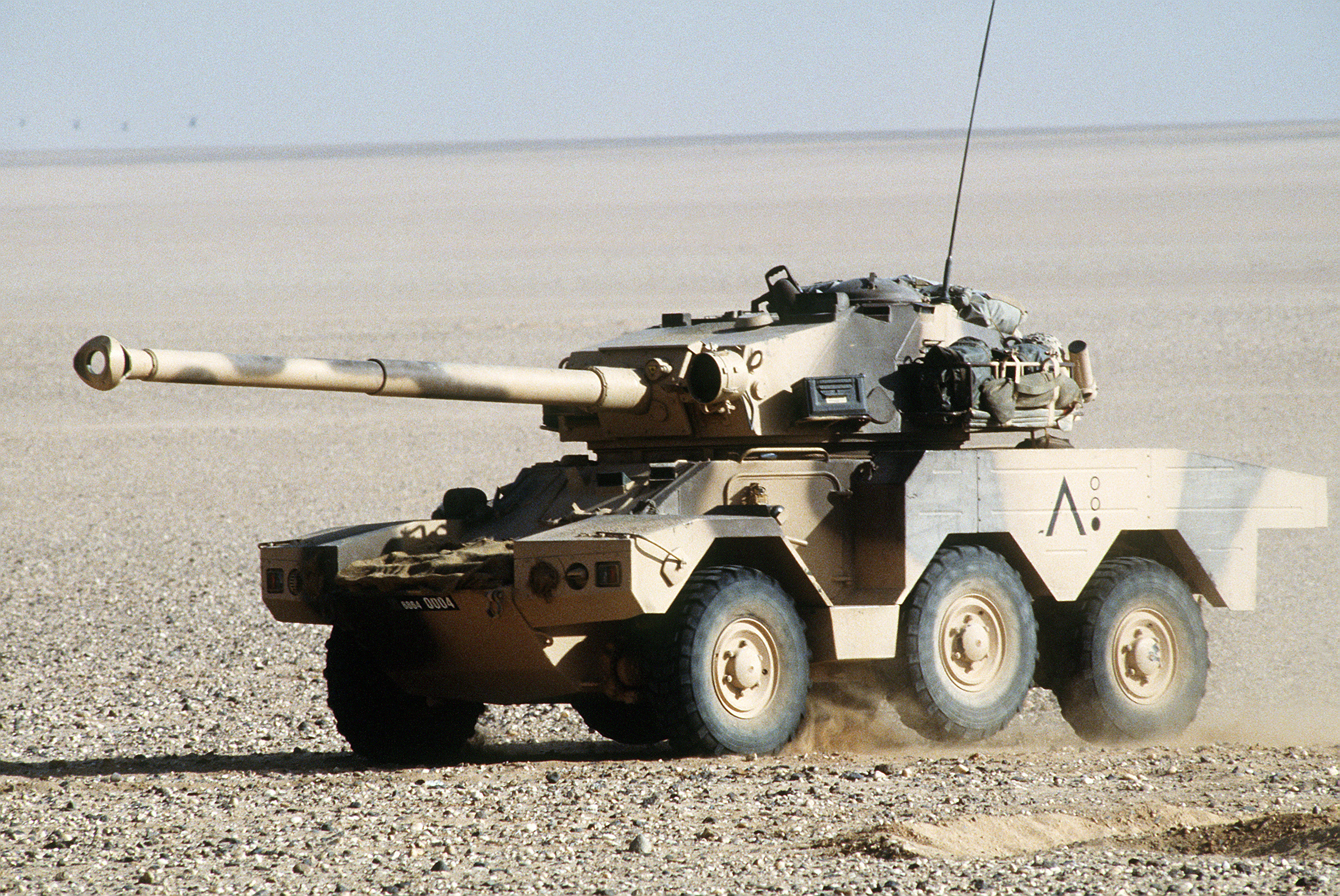
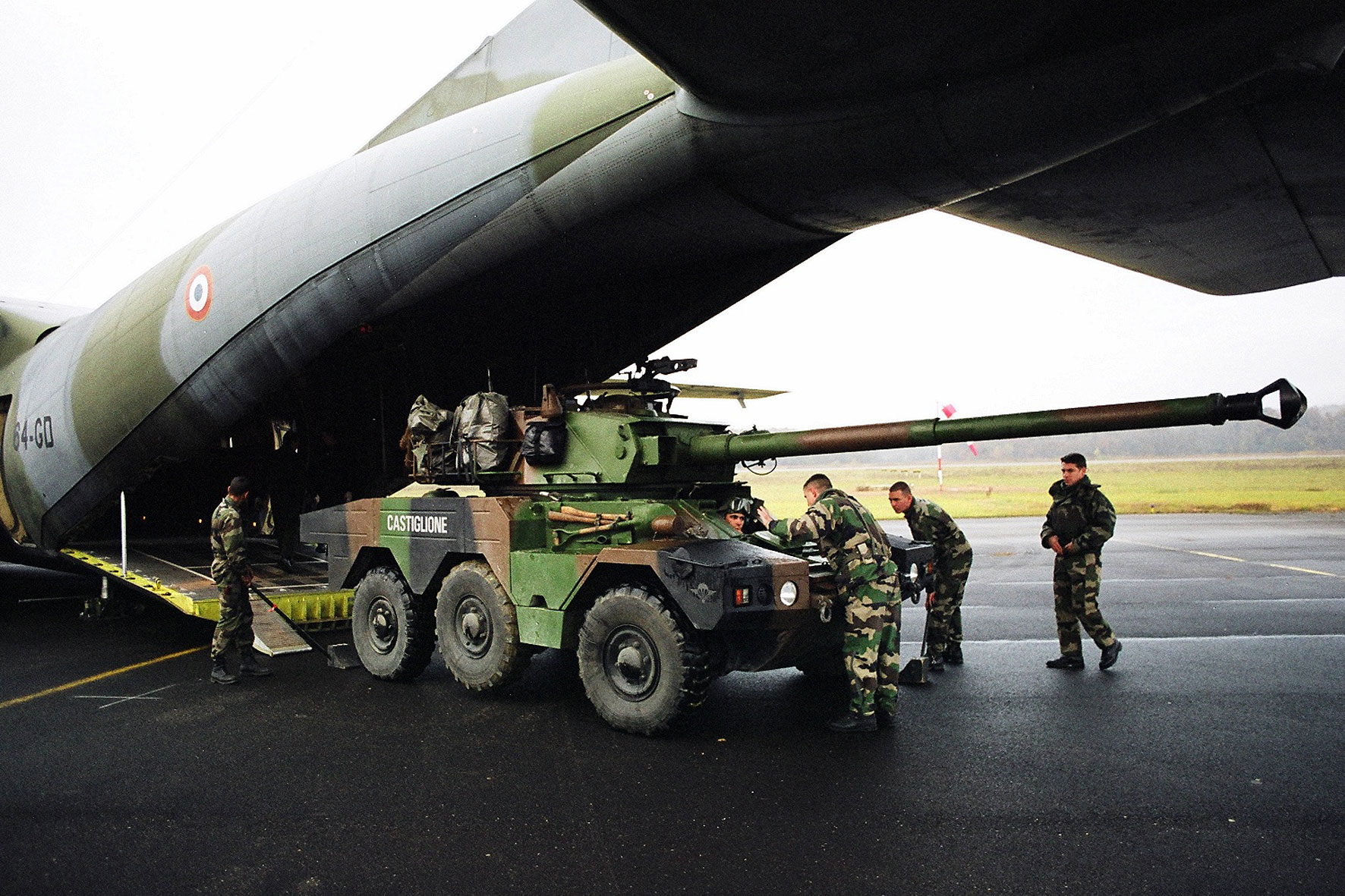
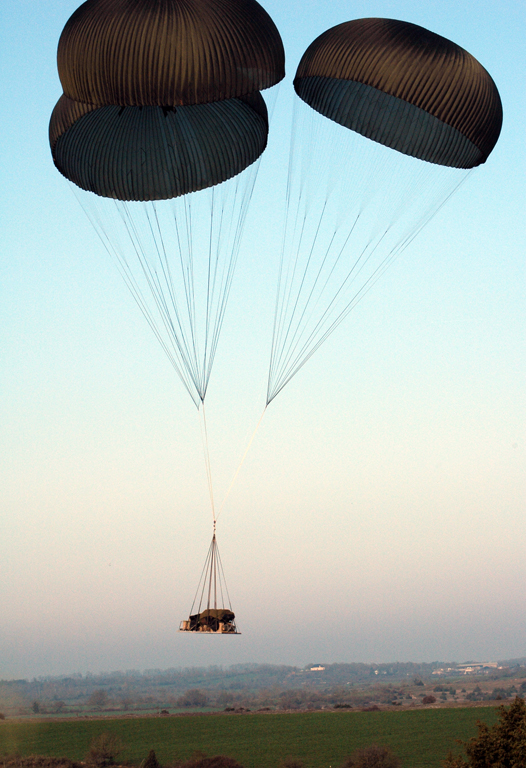

### Patron pułku
Archanioł Michał
Święty Jerzy